# Lột xác

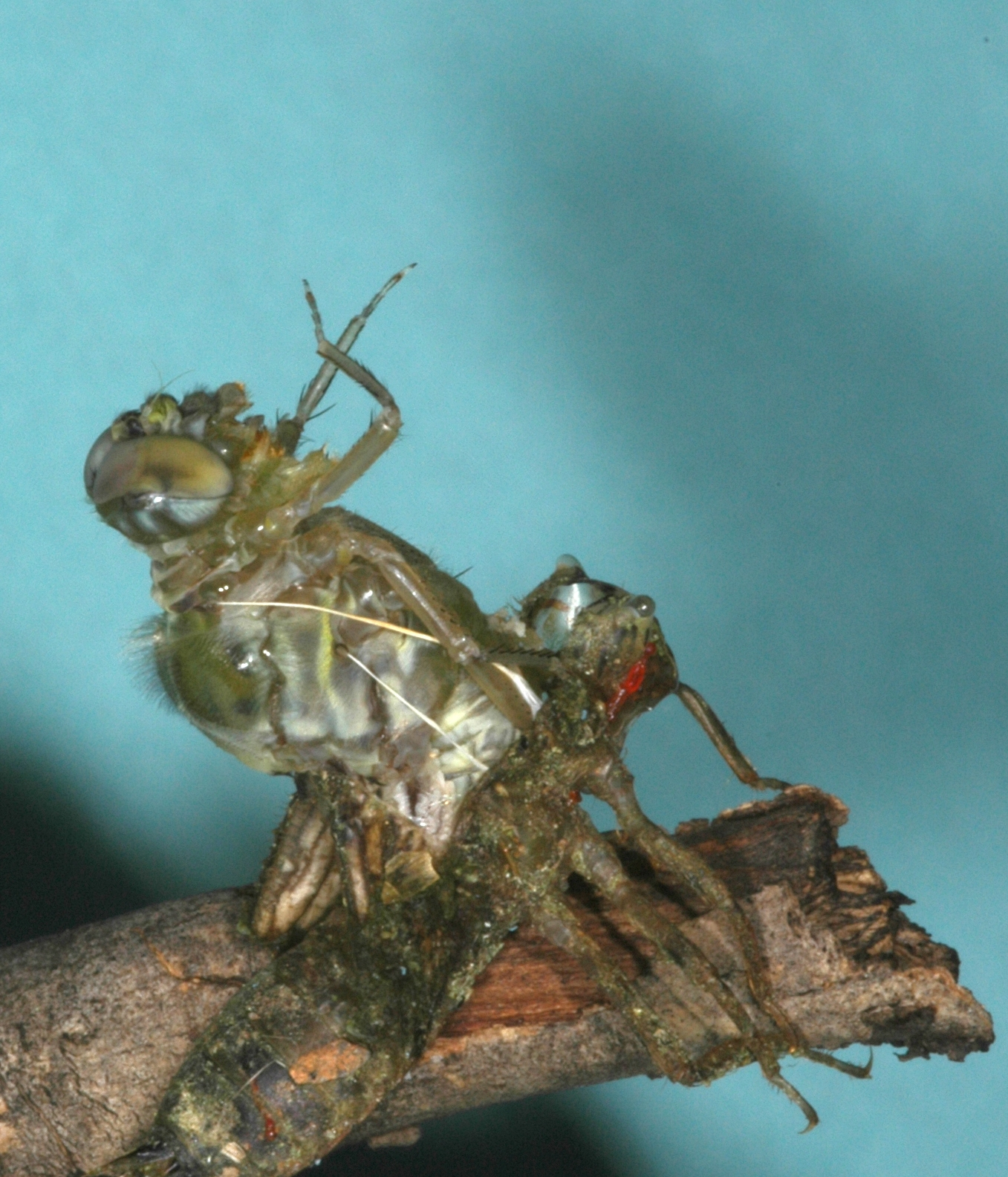
Một con chuồn chuồn ngô trong lần lột xác cuối cùng của nó, biến thái từ một thiếu trùng thủy sinh thành một con chuòn chuồn trưởng thành có cánh.

Trong sinh học, lột xác là cách mà một con vật thường xuyên bỏ đi một phần cơ thể của nó (thường xuyên nhưng không phải là luôn luôn, một lớp vỏ bên ngoài hoặc lớp bao phủ), vào những thời điểm cụ thể trong năm, hoặc tại những thời điểm cụ thể trong vòng đời của nó.
Lột xác có thể liên quan đến việc bong lớp biểu bì (da), lông (lông, lông vũ, lông thú, len) hoặc lớp bên ngoài khác. Trong một số nhóm động vật, các bộ phận cơ thể khác có thể bị rụng, ví dụ, cánh ở một số côn trùng hoặc toàn bộ xương sống ngoài trong động vật chân đốt.

## Ở loài chim
| Loggerhead lột xác.                                                                       | Loggerhead shrike với bộ lông bình thường. |
| Một chim bách thanh ở giữa quá trình thay lông (trái) và với bộ lông thông thường (phải). |                                            |

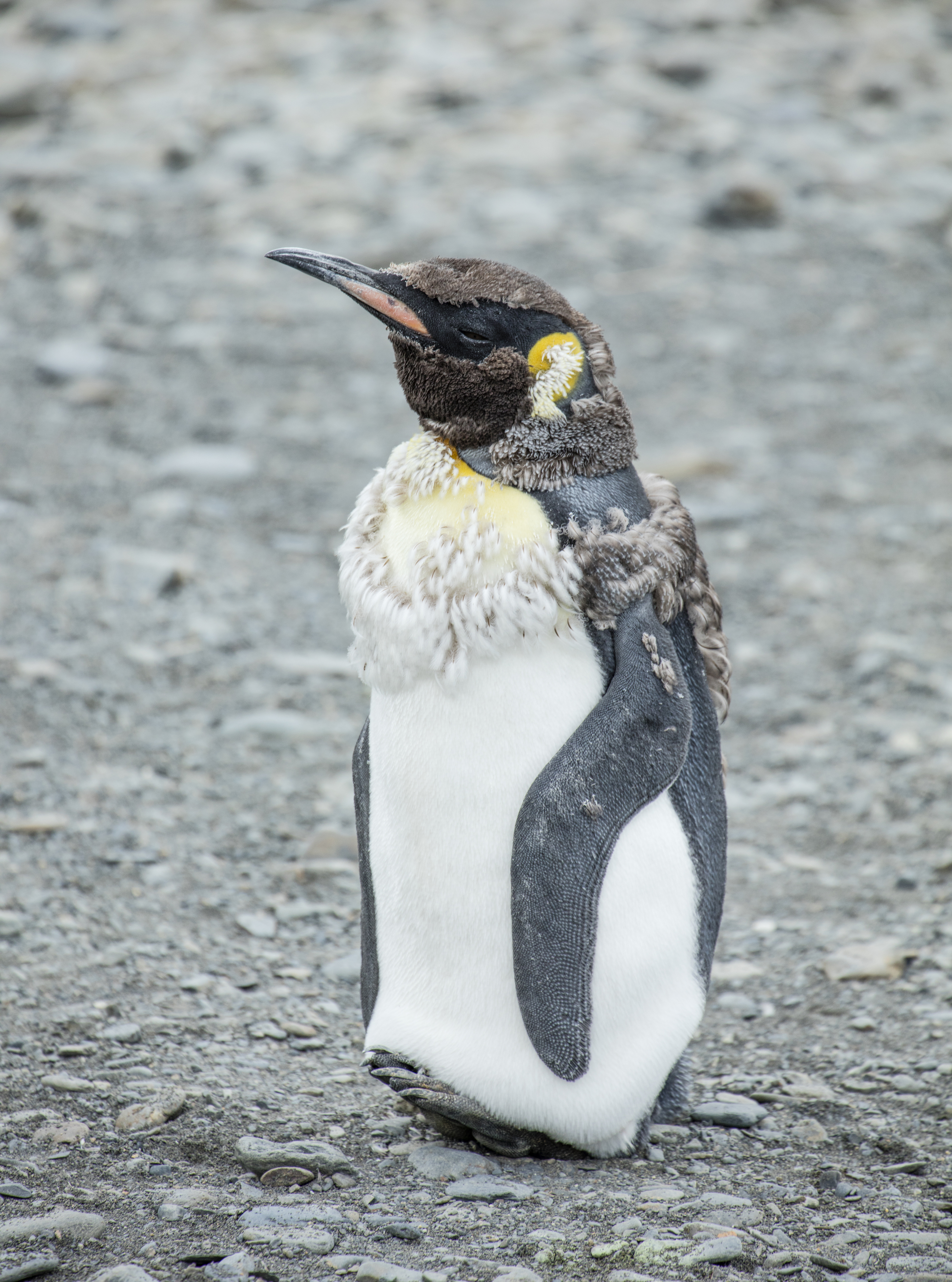
Một con chim cánh cụt vua với lông phát triển thay thế, đôi khi được gọi là lông máu

Ở chim, lột xác là sự thay thế định kỳ của bộ lông bằng cách rụng lông cũ trong khi tạo ra lông mới. Lông vũ là cấu trúc chết khi trưởng thành dần bị mài mòn và cần phải được thay thế. Chim trưởng thành thay lông ít nhất một lần một năm, mặc dù nhiều con thay lông hai lần và vài ba lần mỗi năm. Nói chung là một quá trình chậm chạp vì chim hiếm khi rụng hết lông bất cứ lúc nào; chim phải giữ lại đủ lông để điều chỉnh nhiệt độ cơ thể và đẩy lùi độ ẩm. Số lượng và diện tích lông được rụng khác nhau. Trong một số thời kỳ lột xác, một con chim chỉ có thể làm mới lông trên đầu và cơ thể, rụng lông cánh và đuôi trong một thời gian lột xác sau đó. Một số loài chim trở nên không biết bay trong một lần "thay lông cánh" hàng năm và phải tìm một môi trường sống được bảo vệ với nguồn cung cấp thức ăn đáng tin cậy trong thời gian đó. Mặc dù bộ lông có thể trông mỏng hoặc không đều trong quá trình thay lông, hình dạng chung của con chim vẫn được duy trì mặc dù mất nhiều lông rõ ràng; đốm hói thường là dấu hiệu của các bệnh không liên quan, chẳng hạn như chấn thương thô, ký sinh trùng, mổ lông (đặc biệt là ở gia cầm thương mại) hoặc (ở chim thú cưng) nhổ lông. Một số loài chim sẽ rụng lông, đặc biệt là lông đuôi.